# Eye of the Hunter
Eye of the Hunter – debiutancki album studyjny Brendana Perry’ego, wydany 4 października 1999 roku przez wytwórnię muzyczną 4AD.

## Historia albumu
Brendan Perry rozpoczął pracę nad albumem Eye Of The Hunter jeszcze w czasach działalności Dead Can Dance. Częściowej inspiracji dostarczył mu jego solowy występ na 4AD "13 Year Itch" Festival w Institute of Contemporary Arts w Londynie w 1993 roku. Na estradzie towarzyszyli mu: Lance Hogan (gitara akustyczna, gitara basowa), John Bonnar (instrumenty klawiszowe) i Rónán Ó Snodaigh (instrumenty perkusyjne). Koncert został udokumentowany kasetą Brendan Perry – Live At The I.C.A., wydaną w tym samym roku przez 4AD. Zawarty na niej materiał muzyczny został wznowiony nakładem własnym artysty 1 listopada 2008 roku jako digital download.
Album Eye Of The Hunter został nagrany w należącym do artysty studiu Quivvy Church w hrabstwie Cavan w Irlandii. W przeciwieństwie do nieco improwizowanego podejścia Perry’ego w Dead Can Dance, utwory Eye Of The Hunter zostały stworzone w bardziej tradycyjny sposób – artysta sam je napisał i wykonał. W ramach promocji albumu odbył trasę koncertową po Europie i Ameryce Północnej. Później, nie licząc kilku lokalnych występów i warsztatów w Irlandii, zniknął ze sceny muzycznej, aż do momentu kiedy Dead Can Dance reaktywował się na serię koncertów wiosną 2005 roku.

## Muzyka albumu
Album cechuje przemyślana i powściągliwa gra Brendana Perry’ego na gitarze, tworząca tło dla jego głębokiego, delikatnego wokalu. Artysta stworzył płytę folkową, zakorzenioną we własnych doświadczeniach życiowych, Głęboko osobiste piosenki eksplorują temat utraty życia i miłości. Otwierający płytę „Saturday's Child” opisuje zmieniające się relacje pomiędzy Brendanem Perrym a jego ojcem, tematem „Sloth” jest czas stracony z powodu gniewu, uzależnienia i inercji, które uniemożliwiają człowiekowi osiągnięcie prawdziwego potencjału. Treścią „The Captive Heart” jest próba utrzymania miłości przez dłuższy czas. Z kolei cover „Must Have Been Blind” Tima Buckleya to jedna z bardziej ekstrawaganckich aranżacji albumu, z ekstatycznym wokalem Brendana Perry’ego na tle elektrycznej gitary hawajskiej.

## Lista utworów
Zestaw utworów
| 1. | Saturday's Child       | 4:31  |
|    |                        |       |
| 2. | Voyage Of Bran         | 5:33  |
|    |                        |       |
| 3. | Medusa                 | 6:10  |
|    |                        |       |
| 4. | Sloth                  | 3:32  |
|    |                        |       |
| 5. | I Must Have Been Blind | 5:07  |
|    |                        |       |
| 6. | The Captive Heart      | 4:00  |
|    |                        |       |
| 7. | Death Will Be My Bride | 5:47  |
|    |                        |       |
| 8. | Archangel              | 7:35  |
|    |                        |       |
|    |                        | 42:15 |
|    |                        |       |

## Odbiór

### Opinie krytyków
| Oceny łączne      | Oceny łączne |
| Publikacja        | Ocena        |
| ----------------- | ------------ |
| Album of the Year | 91/100       |
| Recenzje          |              |
| Publikacja        | Ocena        |
| AllMusic          | [ 5 ]        |
| laut.de           | [ 6 ]        |
| NME               | [ 7 ]        |
| RYM               | 3.61/5       |
| Sputnikmusic      | 4.0/5        |

Zdaniem Gary’ego Susmana z magazynu CMJ New Music Monthly „płyta zachowuje bogatą twórczość Dead Can Dance i atmosferę zmysłowego mroku, ale z bardziej surową paletą (ze szczyptą gitary akustycznej i mandoliny, smyczkowo brzmiących instrumentów klawiszowych, delikatnego basu i perkusja oraz żałobnej elektrycznej gitary hawajskiej)”. Te same elementy wyróżnia w swojej recenzji Colin Helms (również z CMJ), stwierdzając w podsumowaniu, iż Eye of the Hunter to „tradycyjna płyta folkowa, ubrana w średniowieczny majestat duchowych poszukiwań Perry’ego”.
Heather Phares z AllMusic widzi w orkiestralno-folkowych aranżacjach i mrocznych tytułach utworów albumu podobieństwo do twórczości Scotta Walkera. Zauważa, że „choć dostojne tempo piosenek staje się momentami monotonne, to pierwsza solowa próba Perry’ego jest dziełem dojrzałym, godnym jego reputacji”.
Inspirację twórczością The Walker Brothers i Scotta Walkera dostrzega również w swojej redakcyjnej recenzji NME podając jako przykład piosenki „Saturday's Child” i „Archangel” („tytuły skopiowane ze śpiewnika The Walker Brothers”) i określając z tego powodu Eye Of The Hunter jako „płytę z podróbkami i fałszerstwami”.
Zdaniem Barry’ego Waltersa z EW Brendan Perry tworzy w swoim solowym projekcie „mainstreamowy art-folk, daleki od chorobliwych wibracji, jakie towarzyszyły jego pracy z Dead Can Dance”.
Podobnie ocenia dokonania Perry’ego Alexander Cordas z laut.de stwierdzając, iż „"Eye Of The Hunter" jest oszczędnie zinstrumentowany. Perry, wraz ze swoją gitarą akustyczną, dyskretnie zajmuje centralne miejsce. Nic nie pozostało z bogatego instrumentarium, które wyróżniało Dead Can Dance”. Natomiast teksty albumu są, według niego, „najwyższej klasy”.
Matt Mernagh z magazynu Exclaim! ocenia, iż „każda nuta [albumu] jest wykonana perfekcyjnie, co świadczy o etyce pracy Perry’ego i chęci stworzenia zapierającego dech w piersiach debiutu. Jego wokal rezonuje z poetycką pasją i nie jest już przyćmiony przez Lisę Gerrard. Perry udowadnia, że potrafi tworzyć materiał wysokiej jakości”.